# Fabiano Kueva
Fabiano Kueva (Quito, 1972) es un artista ecuatoriano que se ha desarrollado como artista sonoro, productor radiofónico, curador de arte y gestor cultural. Tiene diversos colectivos en los que ha trabajado en el arte sonoro, video arte y proyectos archivísticos, aparte de haber publicado varios discos, artículos y libros.

## Carrera
A lo largo de la trayectoria de este artista ecuatoriano ha desarrollado proyectos en espacios públicos y con comunidades, transmisiones radiofónicas a través de las ondas hertzianas, por satélite y web.
Él mismo nos cuenta en su página web sobre su trayectoria:

Desde los años 90 he estado involucrado en procesos de arte y comunicación en dinámica de laboratorio mediante bajas tecnologías de imagen, sonido y transmisión. Mis estrategias de trabajo tienen que ver con lo colectivo, con el habla plural, los géneros inestables, el indisciplinamiento, los detonantes ficcionales y la reivindicación del error. De manera intermitente mis proyectos giran en órbitas relacionadas con la geopolítica del conocimiento, la crítica de los discursos oficiales, la indagación en archivos, la activación social mediante tecnologías, trabajo en redes locales/regionales y escritura poética-crítica en lenguajes diversos”

## Proyectos artísticos

### Vídeo
Su relación con el film inició a finales de los 80 con una filmadora Toshiba de formato betamax. Desde ese entonces utiliza este formato de imagen “pequeña” y de “baja calidad”, con lo que tenga que ver a las tecnologías de desuso, las cámaras “home” o hasta el uso de la webcam. Kueva realiza una especie de "videohome" documental de cada acción que encuentre poética o accidental.

Aguardar en la frontera ficcional del documento, desconfiar de las idelologías que predican la “calidad de las imágenes”, la conexión “natural” con el mercado de los dispositivos y la división del trabajo en los modos de producción audiovisual.

Sus primeros trabajos datan del 1993 con los cortometrajes en VHS “Kurikingue”, “Ritual” y “Voyeur” junto con el colectivo La Divina en Ecuador. Se basan en documentar las calles de Quito.
- “No Vat” (2008), un cortometraje documental de la marcha en Roma con el mismo nombre.[8]
- “Últimos días en la ciudad” (2009), videopoema digital.[8]
- “Filanbanco”, “Escribir” y “Naufragio” fueron nuevos proyectos por el artista en 2010 en el que tuvo colaboración con artistas como Ana María Vela en el segundo cortometraje y documentación de viajes en Colombia con el tercero.[8]
- Autorretrato con fondo de huelga (2020).[9]

### Sonido/radio
A finales de la década de 1980, Kueva comenzó con su práctica sonora siendo fundador del Centro Experimental Oído Salvaje, parte de la corriente regional de colectivos en los años 90’s basados en la comunicación e investigación del uso crítico de los dispositivos tecnológicos y teóricos. Presentan estrategias de gestión y trabajos de desarrollo de proyectos curatoriales, investigaciones y publicaciones como programas de arte sonoro en la radio o archivo sonoro ecuatoriano.

Nuestras estrategias de trabajo tienen que ver con las fronteras disciplinares, la crítica de los discursos coloniales, así como el diálogo de saberes con comunidades y espacios de reivindicación de derechos sociales.

“UIO:GYE: espejo de sonido” es una serie de paisajes sonoros realizados en 2001 y 2002 para transmisión radial satelital en el Malecón 2000 de Guayaquil y la Plaza Grande de Quito.
QUADRA V.1 fue un proyecto curatorial entre el 2002 y 2015 por parte de su colectivo en el que se basaban, mediante una investigación, crear una improvisación sonora para generar diálogos regionales mediante un concierto por audio stream con participación de cuatro ciudades: Ciudad de México, Bogotá, Quito y Lima.

### Archivístico
El principal proyecto archivístico del artista es Archivo Alexander Von Humboldt en el cual realiza una investigación artística basada en las estrategias de los viajeros científicos del siglo XIX, tal como la caminata, el mapeo, el diario de campo, el herbario, las notas y la correspondencia. Fabiano reproduce y altera la ruta original del explorador por América, recreando los paisajes y retratos en los que se tienen presentes con la imagen del propio Fabiano como protagonista, titulando algunas de sus obras como “Humboldt 2.0.

En Archivo Alexander von Humboldti, Kueva hace una recreación documental y ficcional, haciendo una relectura crítica de los viajes de Humboldt. Reprodujo las rutas, realzando una desarticulación de la "mirada imperial". El mismo Kueva, señala:
Archivo opera en la lógica del ‘cuerpo en situación’, el ‘documento encontrado’ para generar modos que interpelan la ‘mirada imperial’, devenida del inventario ‘científico’ en territorio realizado por viajeros como Humboldt y Bonpland.

## Premios
- Premio Radiodrama en la 3ª Bienal Latinoamericana de Radio (México, 2000).[6]
- Premio París en la 9ª Bienal Internacional de Cuenca (Ecuador, 2007).[6]
- Premio Nuevo Mariano Aguilera (Ecuador, 2015).[6][19]
- Participante en la 10.ª Bienal de La Habana (Cuba, 2009), 2ª Bienal de Montevideo (Uruguay, 2014)
- Residencias artísticas en Apexart (New York), Villa Waldberta (Múnich) y Lugar a Dudas (Cali); Prince Claus Fund Grant en 2010.[6]
- Participante de la 56.ª Bienal de Venecia (Italia, 2015).[6][9]
- Primer lugar de la 15.ª Bienal Internacional de Cuenca (2021), por su obra Ensayo geopoético Alexander von Humboldt 2011-2021[20][21][22]